# 洛桑卡修道院
《洛桑卡修道院》又譯《諾桑卡修道院》是一部1986年的英國電視電影，改編自珍·奧斯汀發表於1818年的同名小說。電影最初在1987年由英國BBC和美國A+E電視網首播。

## 演員
- 凯瑟琳·施莱辛格（英语：Katharine Schlesinger） 飾 Catherine Morland
- 彼得·佛斯 飾 Henry Tilney
- 羅伯·哈迪（英语：Robert Hardy） 飾 Tilney將軍
- 古吉·薇樂絲（英语：Googie Withers） 飾 Allen夫人
- 傑佛瑞·查特（英语：Geoffrey Chater） 飾 Allen先生
- 強納森·柯伊（英语：Jonathan Coy） 飾 John Thorpe
- 英格麗·蘭賽（英语：Ingrid Lacey） 飾 Eleanor Tilney
- 葛瑞格·希克斯（英语：Greg Hicks） 飾 Frederick Tilney
- 菲利浦·柏德（英语：Philip Bird） 飾 James Morland
- 艾薇·霍爾（英语：Elvi Hale） 飾 Thorpe夫人
- 海倫·費雪（英语：Helen Fraser (actress)） 飾 Morland夫人
- 伊蓮娜·愛絲-卡麥隆（英语：Elaine Ives-Cameron） 飾 侯爵夫人
- 蜜雪兒·阿瑟（英语：Michelle Arthur） 飾 Thorpe家姊妹

## 影碟發行
《洛桑卡修道院》由香港得利影視於2006年10月5日推出3區DVD，設英語原聲對白，備英文字幕、港式粵語繁體字幕和臺式國語正體字幕。

## 外部連結
- 互联网电影数据库（IMDb）上《洛桑卡修道院》的资料（英文）
- 香港得利影視官網上《洛桑卡修道院[永久]》的DVD資料 （繁體中文）